# جرذ القطن المكسيكي الغربي
جرذ القطن المكسيكي الغربي أو جرذ القطن الجاليسكاني (الاسم العلمي:Sigmodon mascotensis) (بالإنجليزية: West Mexican Cotton Rat)‏ أو (بالإنجليزية: Jaliscan cotton rat)‏ هو نوع من الحيوانات يتبع جنس جرذ القطن من فصيلة الفأرية.